# Kisdorog
Kisdorog es un pueblo ubicado en el distrito de Bonyhád, en el condado de Tolna, Hungría.

## Superficie
Posee una superficie de 20,00 kilómetros cuadrados.

## Demografía
Hasta 2019 la población era de 700 habitantes, con una densidad de población de 35,00 habitantes por kilómetro cuadrado.